# Le Docteur Amour
Pour plus de détails, voir Fiche technique et Distribution.
Le Docteur Amour (The Love Doctor) est un film américain réalisé par Melville W. Brown, sorti en 1929.

## Synopsis
Un scientifique doit aider un patient qui a un problème d'amour. 

## Fiche technique
- Titre original : The Love Doctor
- Titre français : Le Docteur Amour
- Réalisation : Melville W. Brown
- Scénario : Guy Bolton, J. Walter Ruben et Herman J. Mankiewicz d'après la pièce de Victor Mapes et Winchell Smith
- Photographie : Edward Cronjager
- Montage : Otto Ludwig
- Société de production : Paramount Pictures
- Pays de production : États-Unis
- Format : Noir et blanc - Film muet[réf. nécessaire]
- Genre : comédie
- Date de sortie : 1929

## Distribution
- Richard Dix : Dr Gerald Summer
- June Collyer : Virginia Moore
- Morgan Farley : Bud Woodbridge
- Miriam Seegar : Grace Tyler
- Gale Henry : Lucy